# Кшешув-Гурни
Кшешув-Гурни (пол. Krzeszów Górny) — село в Польщі, у гміні Гарасюки Ніжанського повіту Підкарпатського воєводства. Населення — 452 особи (2011).

## Історія
За даними етнографічної експедиції 1869—1870 років під керівництвом Павла Чубинського, у селі переважно проживали римо-католики, меншою мірою — греко-католики, які розмовляли польською мовою.
У 1975—1998 роках село належало до Тарнобжезького воєводства.

## Демографія
Демографічна структура станом на 31 березня 2011 року:
|          | Загалом | Допрацездатний вік | Працездатний вік | Постпрацездатний вік |
| -------- | ------- | ------------------ | ---------------- | -------------------- |
| Чоловіки | 226     | 42                 | 154              | 30                   |
| Жінки    | 226     | 41                 | 125              | 60                   |
| Разом    | 452     | 83                 | 279              | 90                   |